# Sexcles
Sexcles é uma comuna francesa na região administrativa da Nova Aquitânia, no departamento de Corrèze. Estende-se por uma área de 25,91 km². Em 2010 a comuna tinha 238 habitantes (densidade: 9,2 hab./km²).